# Вишняківка (Житомирський район)
Вишня́ківка — село в Україні, у Хорошівській селищній територіальній громаді Житомирського району Житомирської області. Кількість населення становить 112 осіб (2001). До 1939 року — колонія.

## Загальна інформація
Розміщується за 45 км північно-західніше Житомира.

## Населення
У 1906 році в поселенні налічувалося 212 мешканців, дворів — 32, у 1923 році — 228 жителів, дворів — 29, у 1924 році — 198 осіб (з перевагою населення німецької національности), дворів — 40.
Відповідно до результатів перепису населення СРСР, кількість населення, станом на 12 січня 1989 року, становила 121 особу. Станом на 5 грудня 2001 року, відповідно до перепису населення України, кількість мешканців села становила 112 осіб, з них 98,21 % зазначили рідною українську мову, а 1,79 % — російську.

## Історія
Колишнє лютеранське поселення на власних землях, належало до лютеранської парафії у Геймталі, була школа. На мапі Волинської губернії 1868 року населений пункт позначений як колонія Олександрівка. Поселення було засноване переселенцями з Німеччини, коли іноземцям після селянської реформи 1861 року було дозволено купувати і володіти землею у Російській імперії.
Наприкінці 19 століття — німецька колонія Горошківської волості Житомирського повіту Волинської губернії, за 5 верст від Горошок. Були лютеранська каплиця, школа, заїзд, вітряк.
У 1906 році — колонія Горошківської волості (1-го стану) Житомирського повіту Волинської губернії. Відстань до повітового центру, м. Житомир, становила 48 верст, до волосного центру, містечка Горошки — 6 верст. Найближче поштове відділення — у Горошках.
У 1923 році включене до складу новоствореної Теренцівської сільської ради, яка 7 березня 1923 року увійшла до складу новоутвореного Кутузівського району Житомирської (згодом — Волинська) округи. Розміщувалося за 5 верст від районного центру, міст. Кутузове, та 3 версти — від центру сільської ради, с. Теренці. 23 лютого 1924 року, відповідно до рішення Волинської ГАТК (протокол № 7/2 «Про зміни меж округів, районів та сільрад»), колонію підпорядковано новоутвореній Лісківській сільській раді Кутузівського (згодом — Володарський, Володарсько-Волинський) району. 20 червня 1930 року, в складі сільської ради, передане до Пулинського району Волинської округи, 17 жовтня 1935 року — до складу Володарсько-Волинського району Київської області. У 1939 році поселення віднесене до категорії сіл. У 1941—44 роках — центр сільської управи.
11 серпня 1954 року, внаслідок об'єднання сільських рад, село підпорядковане Зубринській сільській раді Володарсько-Волинського району Житомирської області. 30 грудня 1962 року, в складі сільської ради, передане до Черняхівського району Житомирської області, 8 грудня 1966 року повернуте до складу відновленого Володарсько-Волинського (згодом — Хорошівський) району.
3 серпня 2016 року село увійшло до складу новоутвореної Хорошівської селищної територіальної громади Хорошівського району Житомирської області. Від 19 липня 2020 року, разом з громадою, в складі новоствореного Житомирського району Житомирської області.